# Rauli Tuomi
Rauli Tuomi (15 de julio de 1919 – 2 de febrero de 1949) fue un actor teatral y cinematográfico finlandés, uno de los de más talento de su generación.

## Biografía
Su nombre completo era Rauli Rafael Arvid Tuomi, y nació en Helsinki, Finlandia, siendo sus padres los actores Arvi y Santa Tuomi, y su hermana Liisa Tuomi, también actriz. Era sobrino de los actores Valter Tuomi y Emmi Jurkka y primo de Sakari, Vappu y Jussi Jurkka.
Tuomi trabajó como ayudante en el Teatro de Víborg Viipurin Kaupunginteatteri, dirigido por su padre, estudiando en la escuela de dicho centro. A los 17 años de  edad ya tuvo el papel principal de Daniel Hjort, actuación de mérito que le valió poder estudiar en la Academia de Teatro de la Universidad de las Artes de Helsinki.
A partir del año 1940 Tuomi pudo ingresar en el Teatro Nacional de Finlandia, donde actuó hasta su muerte. Sin embargo, en los primeros tiempos de su carrera, durante la Guerra de invierno, sirvió en el frente y participó en giras de entretenimiento. Durante la Guerra de continuación, el Teniente Tuomi participó en la conquista de Sortavala resultando herido en varias ocasiones. 
Tras la guerra, Tuomi llegó a ser un actor estrella del Teatro Nacional. A menudo hacía papeles románticos en dramas clásicos, como el protagonista de Romeo y Julieta, obra que interpretó junto a Eeva-Kaarina Volanen. Otras obras destacadas en las que actuó fueron Sapphon, Likaisten käsien, Antigone y Lothringenin Johannan.
Tuomi actuó igualmente en un total de 24 películas. Tras varios papeles menores llegó su primer personaje significativo con la película Synnin puumerkki (1942). Su trabajo como Kaarle Lithauna en Linnaisten vihreä kamari (1945) le valió un Premio Jussi al mejor actor. Dos años más tarde repitió el premio gracias a su actuación en la cinta de Ilmari Unho ”Minä elän” (1946). Gracias a dichos premios, Tuomi alcanzó la cima de su fama. Su última película fue Haaviston Leeni (1948).
Rauli Tuomi quedó alterado psicológicamente por sus experiencias durante la Segunda Guerra Mundial, no llegando a recuperarse nunca. Finalmente, en el año 1949 se suicidó en Helsinki. Tenía 29 años de edad. Dejó viuda a Rakel Linnanheimo, once años mayor que él, con la que se había casado en 1944.

## Filmografía
- 1938 : Nummisuutarit
- 1938 : Laulu tulipunaisesta kukasta
- 1939 : Jumalan tuomio
- 1939 : Helmikuun manifesti
- 1939 : Halveksittu
- 1939 : Aktivistit
- 1940 : Runon kuningas ja muuttolintu
- 1940 : SF-paraati
- 1940 : Kyökin puolella
- 1940 : Yövartija vain...
- 1941 : Kulkurin valssi
- 1941 : Kaivopuiston kaunis Regina
- 1942 : Synnin puumerkki
- 1944 : Kuollut mies vihastuu
- 1944 : Kartanon naiset
- 1945 : Linnaisten vihreä kamari
- 1946 : Rakkauden risti
- 1946 : ”Minä elän”
- 1947 : Hedelmätön puu
- 1947 : Suopursu kukkii
- 1947 : Pimeänpirtin hävitys
- 1947 : Naiskohtaloita
- 1948 : Soita minulle, Helena!
- 1948 : Haaviston Leeni